# (33107) 1997 YL16
1997 واي أل 16 (ويعرف أيضًا باسم (33107) 1997 واي أل 16 وفق تسمية الكوكب الصغير) (بالإنجليزية: 1997 YL16)‏ هو كويكب ضمن حزام الكويكبات؛ وترتيبه 33107 من حيث الاكتشاف.
اكتُشف هذا الجُرم الفلكي بواسطة Yoshisada Shimizu ‏ في 31 ديسمبر 1997.

## وصلات خارجية
- (33107) 1997 YL16 في قاعدة بيانات مختبر الدفع النفاث لأجرام النظام الشمسي الصغيرة

- الاكتشاف · مخطط المدار ·  العناصر المدارية · المعلمات المادية

- (33107) 1997 YL16 على موقع ويكي سكاي: DSS2, SDSS, GALEX, IRAS, Hydrogen α, X-Ray, Astrophoto, Sky Map, Articles and images